# Liste der Bodendenkmäler in Lichtenau (Westfalen)
Die Liste der Bodendenkmäler in Lichtenau enthält die denkmalgeschützten unterirdischen baulichen Anlagen, Reste oberirdischer baulicher Anlagen, Zeugnisse tierischen und pflanzlichen Lebens und paläontologischen Reste auf dem Gebiet der Stadt Lichtenau im Kreis Paderborn in Nordrhein-Westfalen (Stand: September 2020). Diese Bodendenkmäler sind in Teil B der Denkmalliste der Stadt Lichtenau eingetragen; Grundlage für die Aufnahme ist das Denkmalschutzgesetz Nordrhein-Westfalen (DSchG NRW).
| Bild           | Bezeichnung                                                 | Lage                                         | Beschreibung | Bauzeit | Eingetragen seit | Denkmal- nummer |
| -------------- | ----------------------------------------------------------- | -------------------------------------------- | ------------ | ------- | ---------------- | --------------- |
|                | Grabhügelgruppe                                             | Asseln                                       |              |         |                  | 4               |
| weitere Bilder | Steinkammergrab                                             | Atteln Karte                                 |              |         |                  | 7               |
|                | Siedlungsplatz                                              | Atteln Im Böen                               |              |         |                  | 8               |
| weitere Bilder | Steinkammergrab                                             | Atteln Zum Sauertal 25 Karte                 |              |         |                  | 15              |
|                | Versammlungsplatz                                           | Atteln                                       |              |         |                  | 31              |
|                | Siedlungsplatz                                              | Atteln                                       |              |         |                  | 35              |
|                | befestigter Siedlungsplatz                                  | Blankenrode                                  |              |         |                  | 2               |
|                | Grabhügelgruppe                                             | Blankenrode                                  |              |         |                  | 3               |
|                | Grabhügel                                                   | Blankenrode                                  |              |         |                  | 5               |
|                | Industrieanlage                                             | Blankenrode                                  |              |         |                  | 30              |
|                | Grabhügelgruppe                                             | Dalheim                                      |              |         |                  | 6               |
|                | Siedlungsplatz                                              | Dalheim Kamp Tebook                          |              |         |                  | 9               |
|                | Grabhügel                                                   | Dalheim                                      |              |         |                  | 29              |
|                | Mittelalterliche und frühneuzeitliche Klosteranlage Dalheim | Dalheim                                      |              |         |                  | 39              |
|                | Höhle (Grundsteinheimer Höhle)                              | Grundsteinheim                               |              |         |                  | 10              |
|                | Wallburg                                                    | Heglarn                                      |              |         |                  | 1               |
|                | Steinkammergrab                                             | Heglarn Zum Menthal 1                        |              |         |                  | 16              |
|                | Grabhügelgruppe                                             | Herbram                                      |              |         |                  | 17              |
|                | Grabhügel aus der Bronzezeit                                | Herbram                                      |              |         |                  | 26              |
|                | Spuren der Rüstungsindustrie "Wifo"                         | Herbram-Wald                                 |              |         |                  | 37              |
|                | Wallburg                                                    | Holtheim                                     |              |         |                  | 11              |
|                | Grabhügel                                                   | Holtheim                                     |              |         |                  | 12              |
|                | Industrieanlage                                             | Holtheim                                     |              |         |                  | 13              |
|                | Turmhügel                                                   | Holtheim                                     |              |         |                  | 18              |
|                | Ortswüstung Amerungen                                       | Husen Im Altenautal bei der Amerunge-Kapelle |              |         |                  | 36              |
|                | Hohlwegbündel                                               | Kleinenberg                                  |              |         |                  | 19              |
| Turmhügel      | Turmhügel                                                   | Kleinenberg Karte                            |              |         |                  | 20              |
|                | Grabhügelgruppe                                             | Kleinenberg                                  |              |         |                  | 21              |
|                | Hohlwegbündel                                               | Kleinenberg                                  |              |         |                  | 27              |
|                | Bergbauspuren                                               | Kleinenberg                                  |              |         |                  | 28              |
| weitere Bilder | sog. Alte Eisenbahn                                         | Kleinenberg Karte                            |              |         |                  | 32              |
|                | Friedhof des frühen 19. Jh.                                 | Lichtenau Lange Str.                         |              |         |                  | 14              |
|                | Grabhügelgruppe                                             | Lichtenau                                    |              |         |                  | 22              |
|                | Grabhügelgruppe                                             | Lichtenau                                    |              |         |                  | 23              |
|                | Pfarrkirche, Kirchhof und Küsterei                          | Lichtenau                                    |              |         |                  | 24              |
|                | Mittelalterliche Burganlage                                 | Lichtenau Glockenstr.                        |              |         |                  | 25              |
|                | Siedlungsplatz                                              | Lichtenau                                    |              |         |                  | 33              |
|                | Mittelalterlicher Stadtkern                                 | Lichtenau                                    |              |         |                  | 34              |
|                | Spätmittelalterliche Stadtbefestigung                       | Lichtenau                                    |              |         |                  | 38              |